# Hej, Slováci

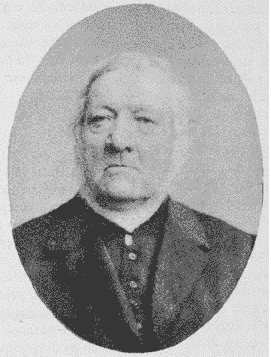
Samuel Tomášik

Hej, Slaveni (Ehi, Slavi) fu l'inno nazionale di due Stati ormai disciolti: la Repubblica Socialista Federale di Jugoslavia, e la Repubblica Federale di Jugoslavia che successivamente prese la denominazione di Unione Statale di Serbia e Montenegro.
L'inno assume diversi nomi a seconda delle lingue: Hej, Slováci in slovacco, Hej, Slované in ceco, Hej, Sloveni/Хеј Словени in serbo e in montenegrino, Еј, Словени in macedone, Hej, Slaveni in croato e in bosniaco, Hej, Slovani in sloveno Hej, Słowianie in polacco, Хей, Славяни in bulgaro e Gej, Slavjane/Гей, Cлавяне in russo.
La melodia dell'inno si basa sulla Mazurek Dąbrowskiego, inno nazionale polacco ufficialmente in uso dal 1926, ma è decisamente più lenta ed accentuata.

## Ehi, Slovacchi
L'inno fu scritto nel 1834 dal sacerdote e storico slovacco Samuel Tomášik durante una visita a Praga. Durante il suo soggiorno praghese, egli rimase sconcertato poiché notò che la maggior parte della gente parlava più tedesco che ceco. Nel suo diario scrisse:
"Se madre Praga, la perla del mondo slavo occidentale, si deve perdere in un mare tedesco, che cosa aspetta la mia cara madrepatria Slovacchia, che guarda a Praga per il suo nutrimento spirituale? Gravato da quel pensiero, ricordai l'antica canzone polacca Jeszcze Polska nie zginęła (La Polonia non è ancora morta). Quella melodia familiare fece uscire dal mio cuore un ardito Hej, Slovaci, ešte naša slovenska reč žije (Ehi, Slovacchi, la nostra lingua slovacca vive ancora)...Corsi nella mia stanza, accesi una candela e nel mio diario scrissi a matita tre versi. La canzone fu finita in un momento." (Diario di Samuel Tomášik, domenica 2 novembre 1834)

## Inno panslavo
Samuel Tomášik alterò presto le parole in modo da includere tutti gli slavi. Conseguentemente Ehi, Slovacchi prese la denominazione di Ehi, Slavi e diventò una canzone intrisa di nazionalismo slavo e di sentimenti panslavi che invitavano all'unità, specialmente per le popolazioni slave dell'Austria-Ungheria. Il testo fu stampato su riviste e calendari e fu intonato durante congressi politici, diventando così l'inno non ufficiale del movimento panslavo.
La sua popolarità crebbe ulteriormente quando fu adottato quale inno ufficiale del Sokol (Falco), un movimento di educazione fisica basato su ideali panslavi che fu attivo nell'Impero austro-ungarico. Nel 1906 l'erezione a Lubiana del monumento a France Prešeren, il più grande poeta sloveno, fu celebrata da una folla che cantava Ehi, Slavi. Durante la prima guerra mondiale veniva intonato dai soldati slavi che combattevano su fronti contrapposti (sloveni, croati, serbi di Croazia e bosniaci con l'Austria-Ungheria, serbi e montenegrini con la Triplice intesa) per evitare spargimenti di sangue e comunicare comuni sentimenti di fratellanza e di unità fra i popoli slavi. Molti croati, serbi e sloveni, membri del Sokol ed arruolati nell'esercito imperiale austro-ungarico, si arresero volontariamente ai militari serbi e russi e spesso passarono dalla parte opposta. Tramite loro, la canzone si propagò lungo i Balcani e la Russia e rimase popolare nel periodo di guerra.

## Inno slovacco
In Slovacchia, la canzone Hej, Slováci (Ehi, Slovacchi) divenne l'inno non ufficiale. Sebbene Nad Tatrou sa blýska sia diventato ufficialmente l'inno nazionale slovacco (prima in Cecoslovacchia e poi dopo l'indipendenza), Ehi, Slovacchi ha continuato ad essere considerato quale un secondo inno nazionale. Falsità storica è quella secondo la quale Ehi, Slovacchi fu l'inno nazionale slovacco durante la seconda guerra mondiale. È però riconosciuto come inno degli slovacchi all'estero.

## Inno jugoslavo
La prima comparsa di Ehi, Slavi nel territorio dell'ex Jugoslavia fu ai tempi del movimento illirico. Dragutin Rakovać tradusse la canzone e la chiamò Hej, Iliri (Ehi, Illiri). In Jugoslavia, fino alla seconda guerra mondiale, la canzone non subì particolari cambiamenti se non che Ehi, Illiri divenne Ehi, Slavi.
Nel 1945, dopo la fine della seconda guerra mondiale l'inno monarchico jugoslavo venne abolito, ma non venne scelta ufficialmente nessun'altra melodia. Furono proposte diverse soluzioni più propriamente jugoslave e non vagamente panslave, ma nessuna aveva la popolarità di Ehi, Slavi. Abbandonata progressivamente la scelta di un'alternativa, Ehi, Slavi divenne ufficialmente l'inno nazionale jugoslavo nel 1977. Fu utilizzato dalla Repubblica Socialista Federale di Jugoslavia e successivamente dalla Repubblica Federale di Jugoslavia.

## Inno serbo-montenegrino
Nel 2003, anno di scioglimento della Repubblica Federale di Jugoslavia e della nascita della nuova Unione Statale di Serbia e Montenegro, venne proposto di sostituire Ehi, Slavi con un inno ibrido formato dall'unificazione di parte dell'inno serbo Bože Pravde (Dio della Giustizia) con parte dell'inno montenegrino Oj, svijetla majska zoro (Oh, brillante alba di maggio). 
Tuttavia questa proposta non fu accolta per l'opposizione mostrata dal Partito Popolare Socialista del Montenegro nonché dai vertici della Chiesa ortodossa serba.

## L'inno attualmente
Dopo lo scioglimento dell'Unione Statale di Serbia e Montenegro, Ehi, Slavi non è più stato adottato da alcuno Stato sovrano. Rimane tuttavia un inno comune a tutti gli slavi (specialmente agli slovacchi). Il gruppo musicale sloveno Hervardi ha registrato una esecuzione moderna di Ehi, Slavi che però ha intitolato Hej Slovenci! (Ehi Sloveni!).

## Parole
Il testo originale dell'inno nelle varie lingue è:
| Serbo (cirillico) Хеј Словени, јоште живи Дух наших дедова Док за народ срце бије Њихових синова. Живи, живи дух словенски Живеће веков'ма Залуд прети понор пакла, Залуд ватра грома. Нек' се сада и над нама Буром све разнесе Стена пуца, дуб се лама, Земља нек' се тресе. Ми стојимо постојано Кано клисурине, Проклет био издајица Своје домовине!                                                 | Serbo (latino) Hej Sloveni, jošte živi Duh naših dedova Dok za narod srce bije Njihovih sinova Živi, živi duh slovenski Živet će vekov'ma Zalud preti ponor pakla Zalud vatra groma Nek se sada i nad nama Burom sve raznese Stena puca, dub se lama Zemlja nek se trese Mi stojimo postojano Kano klisurine Proklet bio izdajica Svoje domovine!                         | Sloveno (versione pre-jugoslava) Hej Slovani, naša reč slovanska živo klije, Dokler naše verno srce za naš narod bije. Živi, živi, duh slovanski, bodi živ na veke! Grom in peklo, prazne vaše, proti nam so steke. Bog pa gromo-vladni nam podal je dar jezika, Da pa nihče na tem svetu, nič nam ne podtika, Bo naj kolikor ljudi, tolikanj Čertov na sveti, Bog je z nami, kdor prot' nam, ga če Belin podreti. Naj tedaj nad nami strašna burja naj se znese, Skala poka, dob se lomi, zemlja naj se trese. Bratje! Mi stojimo trdno, kakor zidi grada; Črna zemlja naj pogrezne tega kdor odpada!                    |
| Croato Hej Slaveni, jošte živi Duh naših djedova Dok za narod srce bije Njihovih sinova Živi, živi duh slavenski Živjet ćeš vjekov'ma Zalud prijeti ponor pakla Zalud vatra groma Nek se sada i nad nama Burom sve raznese Stijena puca, dub se lama Zemlja nek se trese Mi stojimo postojano Kano klisurine Proklet bio izdajica Svoje domovine!                                                        | Sloveno Hej Slovani, naša reč slovanska živo klije dokler naše verno srce za naš narod bije Živi, živi, duh slovanski, bodi živ na veke, grom in peklo, prazne vaše proti nam so steke Naj tedaj nad nami strašna burja se le znese, skala poka, dob se lomi, zemlja naj se strese Bratje, mi stojimo trdno kakor zidi grada, črna zemlja naj pogrezne tega, kdor odpada! | Bulgaro Хей славяни, все още жив е духът на нашите предци. Докато сърцето за народа бие на техните следовници. Жив е, жив е духът славянски ще живее с векове. Не ни плашат ни бездните адски, нито огнените гръмове. Нека сега и над нас със буря всичко да се разнесе. Скала се пука, дъбът се цепи, земята нек се разтресе. Ние стоим твърдо като крепост. Проклет да е предателят на своето отечество! |
| Russo Гей славяне наше слово песней вольной льется. И не смолкнет, пока сердце за народ свой бьется. Дух славянский жив вовеки, в нас он не угаснет. Беснованье силы вражьей против нас напрасно. Нашу речь нам вверил Бог наш, на то божья воля. Кто заставит нашу песню смолкнуть в нашем поле. Против нас хоть мир весь с чертом, восставай задорно. С нами Бог наш, кто не с нами тот падет позорно. | Macedone Еј, Словени, жив е тука зборот свет на родот штом за народ срце чука преку син во внукот! Жив е вечно, жив е духот словенски во слога. Не нè плашат адски бездни ниту громов оган! Пустошејќи, нека бура и над нас се втурне! Пука даб и карпа сура, тлото ќе се урне: Стоиме на стамен-прагот - клисури и бедем! Проклет да е тој што предал Родина на врагот!  | Polacco Hej Słowianie, jeszcze nasza Słowian mowa żyje, póki nasze wierne serce za nasz naród bije. Żyje, żyje duch słowiański, i żyć będzie wiecznie, Gromy, piekło - złości waszej ujdziem my bezpiecznie! Dar języka zwierzył nam Bóg, Bóg nasz gromowładny, Nie śmie nam go tedy wyrwać na świecie człek żadny. Ilu ludzi, tylu wrogów, możem mieć na świecie, Bóg jest z nami, kto nam wrogiem, tego Piorun zmiecie! I niechaj się ponad nami groźna burza wzniesie, skała pęka, dąb się łamie, ziemia niech się trzęsie. My stoimy stale, pewnie, jako mury grodu. Czarna ziemio, pochłoń tego, kto zdrajcą narodu! |

## Traduzione in Italiano
Hei, Slavi! Vive ancora 

la lingua dei nostri antenati,

[e vivrà] finché batte per il popolo il cuore

dei loro discendenti.

Vivi, vivi, anima slava,

vivi eternamente!

La minaccia del fuoco

contro di noi è inutile.

Queste parole ci ha riferito il Dio

così è la sua volontà,

chi costringe la nostra canzone

far silenzio in mezzo al prato,

rimaniamo in piedi, noi,

fermi come le torri.

Sian dannati della propria

Patria i traditori!